# Radio ffn Hot 100
Die Radio ffn Hot 100 waren eine vierstündige Musiksendung bei Radio ffn, die von Januar 1987 bis August 1996 jeden Sonnabend ausgestrahlt wurde, anfangs von 18 bis 22 Uhr, ab 3. November 1990 von 15 bis 19 und ab 1995 von 14 bis 18 Uhr. Die Sendung wurde aufgezeichnet und im Nachtprogramm nochmals wiederholt, zunächst in der Nacht von Dienstag auf Mittwoch, später dann in der Nacht von Freitag auf Samstag, jeweils ab Mitternacht.
Hauptmoderator der Sendung war Jörg-Christian Petershofen (* 2. Oktober 1960; † 22. September 2013)., vertreten haben ihn u. a. Stephan Karkowsky, Lutz Hanker, Andreas Kuhnt, Andreas Schnur, Tom Petersen und Tina Busch.

## Konzept der Sendung
Kernstück der Sendung waren die von Radio ffn selbst zusammengestellten „Hot 100“. Diese Hitliste wurde aus den aktuellen Hitlisten der Bundesrepublik Deutschland (Deutsche Singlecharts), der USA (Billboard Hot 100) und Großbritanniens (UK Top 40) errechnet, wobei für Deutschland und die USA jeweils nur die Top 50 berücksichtigt wurden. Aufgrund der begrenzten Sendezeit wurden in der Regel nur die Spitzengruppe, die Aufsteiger und die Neueinsteiger gespielt (soweit die Titel dem Sender vorlagen, was insbesondere bei Platzierungen aus England oft nicht der Fall war); für die übrigen Titel wurden nur die aktuelle und die Vorwochenposition genannt. Innerhalb des Programms wurden zusätzlich die Top 20 (ab 1995 nur noch die Top 10) der Hitlisten aus den USA, Großbritannien und Deutschland verlesen, außerdem die Albumcharts aus Amerika und Deutschland. Außerdem gab es noch den von der Firma Saturn-Hansa präsentierten „Hit-Tipp“, bei dem fünf Titel als Tipp verlesen wurden.
Im Vergleich mit den Charts-Sendungen anderer deutscher Hörfunksender nahmen die Radio ffn Hot 100 eine Sonderstellung ein, da sie zum einen auf der von den meisten anderen Sendern unberücksichtigten Media-Control-Hitliste beruhten und zum anderen drei Charts-Sendungen zu einer Sendung verschmolzen wurden. Ein besonderes Merkmal war zudem, dass alle Titel in der Regel voll ausgespielt wurden. Ein weiteres besonderes Merkmal waren die für den Moderationsteil verwendeten Begleitmusikstücke („Unterleger“).

## Opener und Unterleger
Als Opener bzw. Erkennungsmelodie der Sendung wurde „Gonna Fly Now“ von Maynard Ferguson verwendet. Bei Vertretungen konnte dies jedoch auch mal abweichen, z. B. wurde bei Stephan Karkowsky auch mal „Bust A Move“ als Instrumentalversion von Young M.C. gespielt oder Lutz Hanker hat „Big Noise“ (Instrumental) von Phil Collins verwendet.
Folgende Unterleger wurden in den 90er Jahren bis zum Ende der Sendung eingesetzt:
1. Stunde:
- Maynard Ferguson - Gonna Fly Now
- Made Up Megamix Part 2
- Van Halen - Jump / Freeez - IOU (US-Charts)

2. Stunde:
- Jack's Project - Nightflight
- M - Pop Muzik / Mozzart - Money (UK-Charts)
- Frank Stallone - Far from Over / Le Jeté - La Cage Aux Folles (D-Charts)

3. Stunde:
- Out Of The Ordinary – Play It Again (Remix) / Age Pee - No Hip Hop
- Mike Mareen - Agent of Liberty (Album-Charts, D und US)

4. Stunde:
- Public Relation Unlimited - It's Like A Madhouse
- Maynard Ferguson - Gonna Fly Now

Alternativ liefen in der Spätphase der Hot 100 folgende Unterleger, um die Zeit bis zu den Nachrichten zu überbrücken:
- Dead Or Alive - Lover Come Back To Me
- Dead or Alive - Something in My House
- Denise & Baby's Gang - Disco Maniac
- Moscow Digital Orchestra - In-A-Gadda-Da-Vida
- Okay - Wild Wild Western
- Rygar - Star Tracks
- Beautiful Ballet - Energy (1982 Special disco version)

## Jahrescharts
Aus den wöchentlichen Top 20 wurden jedes Jahr die Hot 100 des Jahres errechnet. Die 100 Titel wurden Ende Dezember wahlweise in einer achtstündigen Sondersendung gespielt (z. B. 1989, 1990, 1992 und 1994), manchmal (so etwa 1991, 1993 und 1995) auf zwei Tage aufgeteilt. In der am 29. Dezember 1990 gesendete Hot 100 des Jahres 1990 wurde die Moderation einmalig gesplittet. Nach gemeinsamer Anmoderation zusammen mit Jörg-Christian Petershofen hatte Tina Busch die ersten vier Stunden bis 19 Uhr moderiert, den Rest bis nach 23 Uhr hat dann wieder Petershofen übernommen.
In den 8-stündigen Ausgaben kamen jeweils alle Unterleger zum Zuge, auch die für die US-, UK-, D- und die Albumcharts. War noch Zeit über, wurde am Ende einer Stunde manchmal einer in voller Länge ausgespielt.

## Ende der Sendung
Am 3. August 1996 wurde die letzte Folge der Hot 100 ausgestrahlt. An ihre Stelle traten die „FFN Top 40“, wieder auf dem 1. Hot 100-Sendeplatz um 18 Uhr, moderiert meistens von Peter Imhof und ebenfalls errechnet aus den 3 o. g. Hitparaden.
Diese hielten sich jedoch nur bis Ende 1997. Der letzte Titel, der am 3. August 1996 gespielt wurde, war My Way von Frank Sinatra als Platz null.

## Nummer-eins-Titel der Jahrescharts
1987: Whitney Houston – „I Wanna Dance with Somebody (Who Loves Me)“

1988: Phil Collins – „A Groovy Kind of Love“

1989: Jive Bunny & The Mastermixers – „Swing the Mood“

1990: Sinéad O’Connor – „Nothing Compares 2 U“

1991: Bryan Adams – „(Everything I Do) I Do It for You“

1992: SNAP! – „Rhythm Is a Dancer“

1993: UB40 – „(I Can’t Help) Falling in Love with You“

1994: All-4-One – „I Swear“

1995: Bryan Adams – „Have You Ever Really Loved a Woman?“

1996: Los del Río - „Macarena“